# Ascorhynchus stocki
Ascorhynchus stocki is een zeespin uit de familie Ascorhynchidae. De soort behoort tot het geslacht Ascorhynchus. Ascorhynchus stocki werd in 1987 voor het eerst wetenschappelijk beschreven door Hong & Kim. 